# Námořní mapa

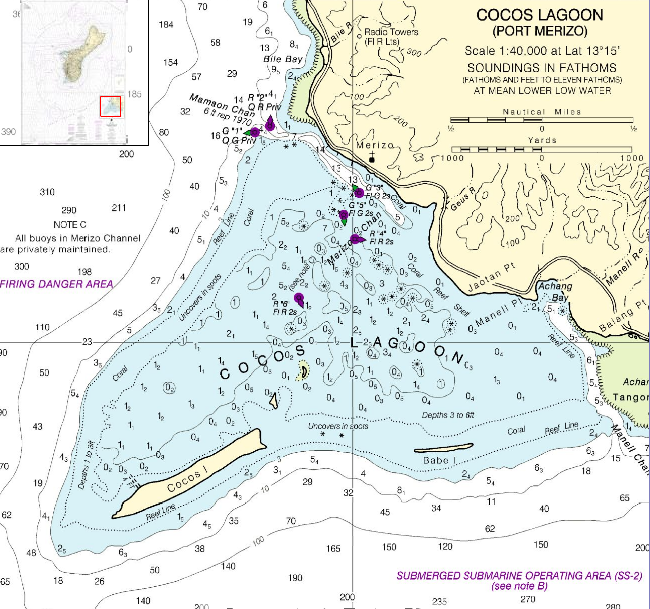
Příklad námořní mapy

Námořní mapa je grafická reprezentace moře a přilehlého pobřeží. Podle měřítka mapy zobrazuje hloubku a výšku okolního terénu (topografická mapa), přírodní charakter mořského dna, podrobnosti o pobřeží, navigační rizika, umístění humánních pomůcek pro plavbu, přílivy a proudy, lidské stavby jako různé budovy či mosty. Námořní mapy slouží k navigaci a většina zemí požaduje, aby je větší, zvláště komerční lodě, měly k dispozici. Jsou buď v tištěné (často méně detailní) nebo elektronické verzi.
Námořní mapa velkého měřítka obsahuje kromě měřítka a roku vydání se stavem opravy mimo jiné informace:
- pobřeží
- hloubkové čáry (obvykle 0 m, 2 m, 5 m, 10 m, 20 m a 50 m) a jednotlivé hloubky vztažené k nule námořní mapy
- navigační značky jako standardizované symboly,
- u majáků informace o sektorech, ve kterých maják svítí, v jakých barvách a s jakými identifikacemi
- vraky a jiné podvodní překážky, jako jsou velká skaliska, potrubí nebo podmořské kabely
- informace o nebezpečných plavidlech, jako jsou vysokorychlostní plavidla
- varování před nespolehlivými údaji o hloubce, anomáliemi v magnetickém poli Země, nebezpečnými proudy atd.
- systémy oddělené dopravy (TSS) a vodní cesty
- vojenské a jiné oblasti s omezením plavby
- nejdůležitější města, silnice a hory poblíž pobřeží
- mřížka zeměpisných délek a šířek
- magnetická deklinace (odchylka, rozdíl mezi geografickým a magnetickým severním souřadným systémem) a její roční změna.

Pevninské oblasti (obvykle oblasti nad průměrnou hladinou vysoké vody, MHW) jsou zobrazeny nažloutlým odstínem, oblasti mělké vody jsou zobrazeny v různých odstínech modré a suché oblasti (oblasti s nadmořskou výškou mezi nulou mapy a MHW), jako jsou bahnité plochy, jsou zbarveny zeleně. Oblasti hluboké vody mají bílé pozadí. 